# Falcunculus frontatus
Falcunculus frontatus е вид птица от семейство Pachycephalidae, единствен представител на род Falcunculus.

## Разпространение
Видът е разпространен в Австралия.